# Salepsrot
Salepsrot (Anacamptis pyramidalis (L.) Rich.) är en växtart i familjen orkidéer. Salepsroten är en flerårig orkidé med hela, rundade rotknölar. Växthöjden uppgår till 20–40 cm.